# Pont de Köhlbrand
Le pont de Köhlbrand (en allemand : Köhlbrandbrücke) est un pont à haubans routier de Hambourg, en Allemagne. Il franchit le Köhlbrand, une partie de l'Unterelbe, elle-même partie du fleuve Elbe.

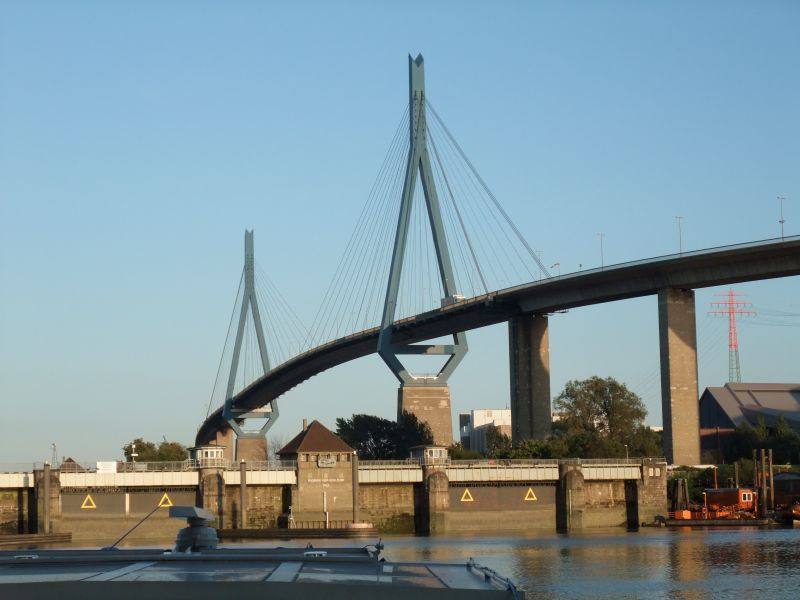
Le pont de Köhlbrand.